# Саркодові
Саркодові (Sarcodina) — група найпростіших, які при русі випускають схожі на лапки відростки (псевдоніжки).
Швидкість руху — близько 1 см/год. До саркодових відносили більше 11 000 видів, серед яких виділяли чотири великі групи: корененіжки (Rhizopoda), сонцевики, радіолярії, акантарії. Найвідоміша з корененіжок — амеба протей. Це одна з найбільших амеб, яка в діаметрі сягає 0,5 мм, тому її можна побачити неозброєним оком. Знайти цю амебу можна в ставках і канавах з мулистим дном.
Знайти амеб можна і в організмі людини, там знаходиться п'ять видів, чотири з яких нешкідливі[джерело?].